# Lymantria koreibia
Lymantria koreibia är en fjärilsart som beskrevs av Felix Bryk 1949. Lymantria koreibia ingår i släktet Lymantria och familjen tofsspinnare. Inga underarter finns listade i Catalogue of Life.